# Nalovardo
Nalovardo este o arie protejată (arie specială de conservare — SAC, sit de importanță comunitară — SCI) din Suedia întinsă pe o suprafață de 4.947,2 ha, integral pe uscat.

## Localizare
Centrul sitului Nalovardo este situat la coordonatele 65°41′28″N 17°30′58″E / 65.6912°N 17.516°E.

## Înființare
Situl Nalovardo a fost declarat sit de importanță comunitară în decembrie 1995 pentru a proteja un număr necunoscut de specii din flora spontană și fauna sălbatică aflate în arealul zonei. Situl a fost protejat și ca arie specială de conservare în decembrie 2009.

## Biodiversitate
Situată în ecoregiunea boreală, aria protejată conține 13 habitate naturale: Pante stâncoase silicioase cu vegetație casmofită, Mlaștini împădurite, Lacuri și iazuri distrofice naturale, Cursuri de apă de la nivel de câmpie la nivel montan, cu vegetație Ranunculion fluitantis și Callitricho-Batrachion, Mlaștini alcaline, Pajiști alpine și boreale, Mlaștini turboase de tranziție și turbării mișcătoare, Taiga vestică, Grohotișuri silicioase de la nivelul montan până la nivelul zăpezii (Androsacetalia alpinae și Galeopsietalia ladani), Păduri nordice subalpine/subarctice cu Betula pubescens ssp. czerepanovii, Turbării Aapa, Râuri de munte și vegetația erbacee de pe malurile acestora, Tufărișuri subarctice cu Salix spp..
La baza desemnării sitului se află un număr nedeclarat de specii protejate.